# Canto Mimì
Canto Mimì è un album di Gilda Giuliani pubblicato nel 2009 contenente dieci cover di brani interpretati originariamente da Mia Martini.  Il brano Cu'mme è cantato insieme a Peppino Di Capri

## Tracce
1. Mimì sarà
2. Vola
3. Donna sola
4. Che vuoi che sia...se t'ho aspettato tanto
5. Inno
6. La nevicata del '56
7. Almeno tu nell'universo
8. E non finisce mica il cielo
9. Gli uomini non cambiano
10. Cu' mme (In duetto con Peppino Di Capri)